# Norums socken
Norums socken i Bohuslän ingick i Inlands Nordre härad, ingår sedan 1971 i Stenungsunds kommun och motsvarar från 2016 Norums distrikt.
Socknens areal är 30,70 kvadratkilometer varav 30,01 land. År 2000 fanns här 11 128 invånare. Tätorterna Strandnorum, Hallerna, Stenungsön samt en del av Stenungsund med sockenkyrkan Norums kyrka ligger i socknen.   

## Administrativ historik
Norums socken har medeltida ursprung.
Vid kommunreformen 1862 övergick socknens ansvar för de kyrkliga frågorna till Norums församling och för de borgerliga frågorna bildades Norums landskommun. I landskommunen inrättades 1919 municipalsamhället Stenungsund. Landskommunen inkorporerades 1952 i Stenungsunds landskommun som 1971 ombildades till Stenungsunds kommun.
1 januari 2016 inrättades distriktet Norum, med samma omfattning som församlingen hade 1999/2000.
Socknen har tillhört län, fögderier, tingslag och domsagor enligt vad som beskrivs i artikeln Inlands Nordre härad. De indelta soldaterna tillhörde Bohusläns regemente, Livkompaniet och de indelta båtsmännen tillhörde 2:a Bohusläns båtsmanskompani.

## Geografi och natur
Norums socken ligger närmast öster Stenungsund och innersta delen av Hakefjorden och Askeröfjorden med öar som Stora Askerön och Stenungsön. Socknen är en småkuperad odlingsbygd.
I socknen finns naturreservatet Södra Stenungsön och naturvårdsområdet Stenungsundskusten som delas med Jörlanda socken. Båda ingår i EU-nätverket Natura 2000.
I Stenungsund fanns förr ett gästgiveri.

## Fornlämningar
Cirka 70 boplatser från stenåldern har påträffats. Från bronsåldern finns nära 70 gravrösen. Från järnåldern finns fem gravfält.

## Befolkningsutveckling
Befolkningen ökade från 933 1810 till 10 728 1990. Den stora expansionen skedde mellan 1960 då folkmängden fortfarande var 
2 650 personer och 1970 då den redan ökat till 8 201.

## Namnet
Namnet skrevs 1388 Noräima och kommer från bebyggelsen vid kyrkan. Efterleden är hem, 'boplats; gård' eller 'bygd'. Förleden nor, 'förträngning, trångt ställe' syftande på dalens form vid bebyggelsen.